# Curtara declivara
Curtara declivara är en insektsart som beskrevs av Delong 1983. Curtara declivara ingår i släktet Curtara och familjen dvärgstritar. Inga underarter finns listade i Catalogue of Life.